# 예술 학교
예술 학교는 예술분야 인재 양성에 목적을 두고 음악, 미술, 무용 분야의 인재를 조기 발굴하고 양성하려는 목적으로 설립된 학교이다.

## 같이 보기
- 예술고등학교